# NN-207
La carretera NN-207 es una vía departamental secundaria ubicada en el departamento de Granada, al suroeste de Nicaragua. Esta ruta conecta el Instituto Nacional de Nandaime con la zona rural de Mancarrón y La Cebadilla, mejorando el acceso a comunidades agrícolas de difícil acceso. La carretera fue inaugurada en el año 2024 como parte del programa de caminos productivos ejecutado por el MTI.

## Trazado y cruces
La carretera tiene un trayecto predominantemente rural, pasando por comunidades agrícolas y zonas montañosas del municipio de Nandaime.
| km   | Localidad                | Departamento | Conexión / Ruta |
| ---- | ------------------------ | ------------ | --------------- |
| 0    | Nandaime – Instituto     | Granada      |                 |
| 5.8  | Santa Teresa (comarca)   | Granada      |                 |
| 13.2 | El Carmen                | Granada      |                 |
| 19.6 | Mancarrón – La Cebadilla | Granada      |                 |